# Барышев, Михаил Михайлович
Михаи́л Миха́йлович Барышев (1906 — неизвестно) — советский футболист, защитник.
В 1937 году играл в группе «Г» первенства СССР за «Авангард» Ленинград. В 1938—1941 выступал в составе ленинградского «Сталинца»/«Зенита» в группе «А».

## Достижения
- Финалист Кубка СССР: 1939